# Gerard Malanga

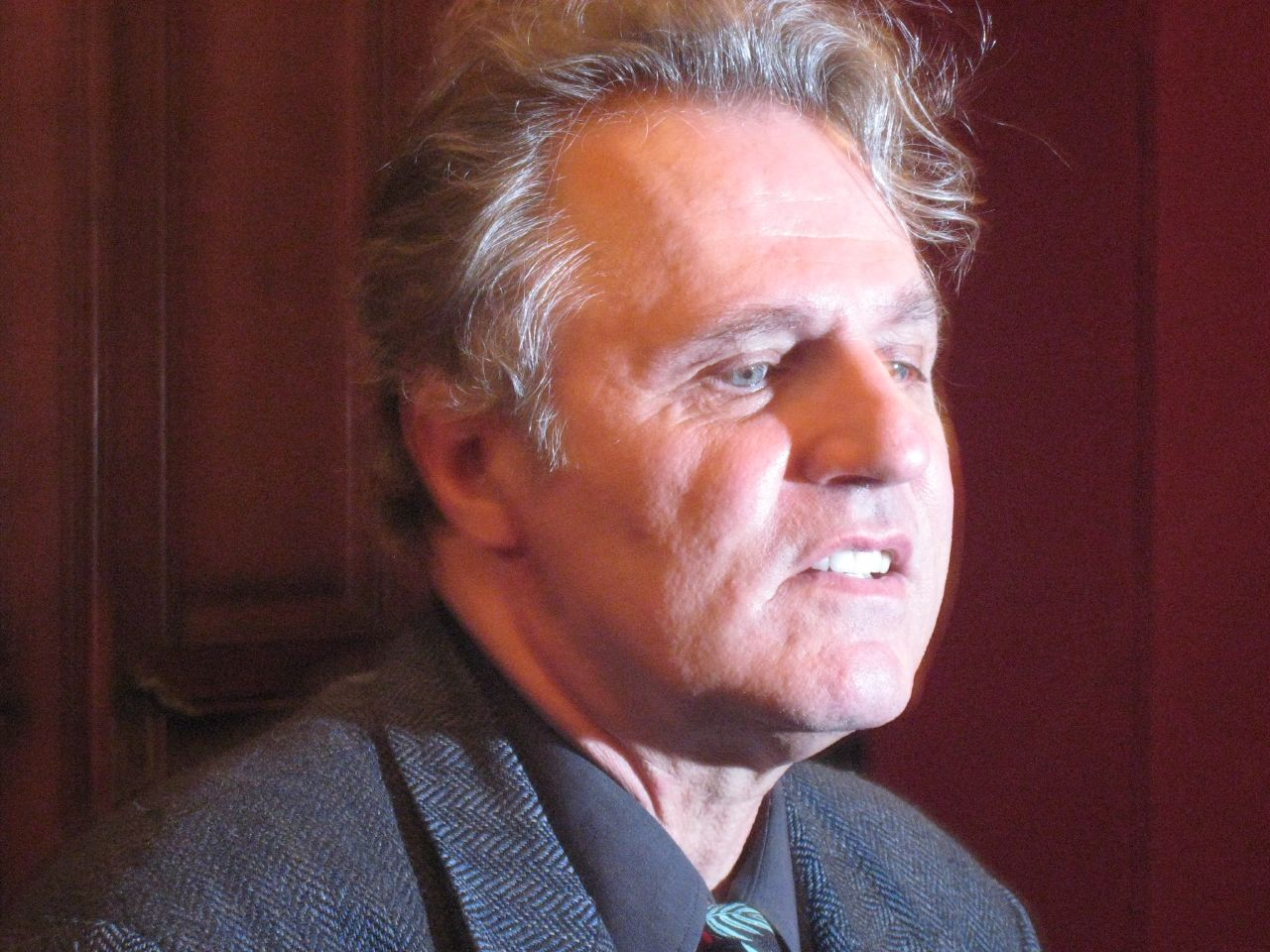
Gerard Malanga, 2007

Gerard Joseph Malanga (* 20. März 1943 in Bronxdale, New York City) ist ein US-amerikanischer Schriftsteller, Fotograf und Filmemacher.

## Leben
Malanga ist als erster Assistent des Pop-Art-Künstlers Andy Warhol bekannt geworden. Warhol hatte Anfang der 1960er Jahre seine Karriere als Werbegrafiker beendet und sich der freien Kunst zugewandt. Für die Herstellung der von ihm bevorzugten Siebdrucke suchte er einen Mitarbeiter, den er im Juni 1963 in Malanga, zu dieser Zeit Student am Wagner College in Staten Island, fand. Malanga, ein begeisterter Gedichteschreiber in der Tradition der Beat Generation, hatte schon einige Verse in Studentenzeitschriften veröffentlicht.
Das erste gemeinsam hergestellte Bild war der Siebdruck von Elizabeth Taylor, Silver Liz. Im Januar 1964 zog man in das zweite Atelier um, das später als The Factory weltberühmt wurde. Als zunächst einziger, später wichtigster Assistent zeichnet er u. a. für die zahlreichen berühmt gewordenen Siebdrucke Warhols mit verantwortlich (Marilyn Monroe, Elvis, Brillo-Boxen u. v. a.). Unvergesslich ist sein Peitschentanz mit Mary Woronov bei Warhols Exploding Plastic Inevitable-Multimediaperformances zum The-Velvet-Underground-Song Venus in Furs.
Zwischen 1964 und 1966 assistierte Malanga Warhol bei den so genannten Screen Tests, insgesamt mehr als 300 Kurzporträts (jeweils eine 16-mm-Filmrolle von drei Minuten); auch von Malanga existieren Aufnahmen aus dieser Serie. Er selbst war oft als Darsteller vor Warhols Kamera in den frühen Experimentalfilmen zu sehen. 1964 hatte er seine erste Rolle in Kiss, wo er mit Mark Lancaster dem Filmtitel entsprechend agierte. Er hatte auch Rollen in Batman Dracula, in Couch (beide vom Juli 1964) und in Vinyl (März 1965), einer Underground-Verfilmung des Romans A Clockwork Orange. Teilweise übernahm Malanga auch die Kameraführung an Stelle von Warhol.

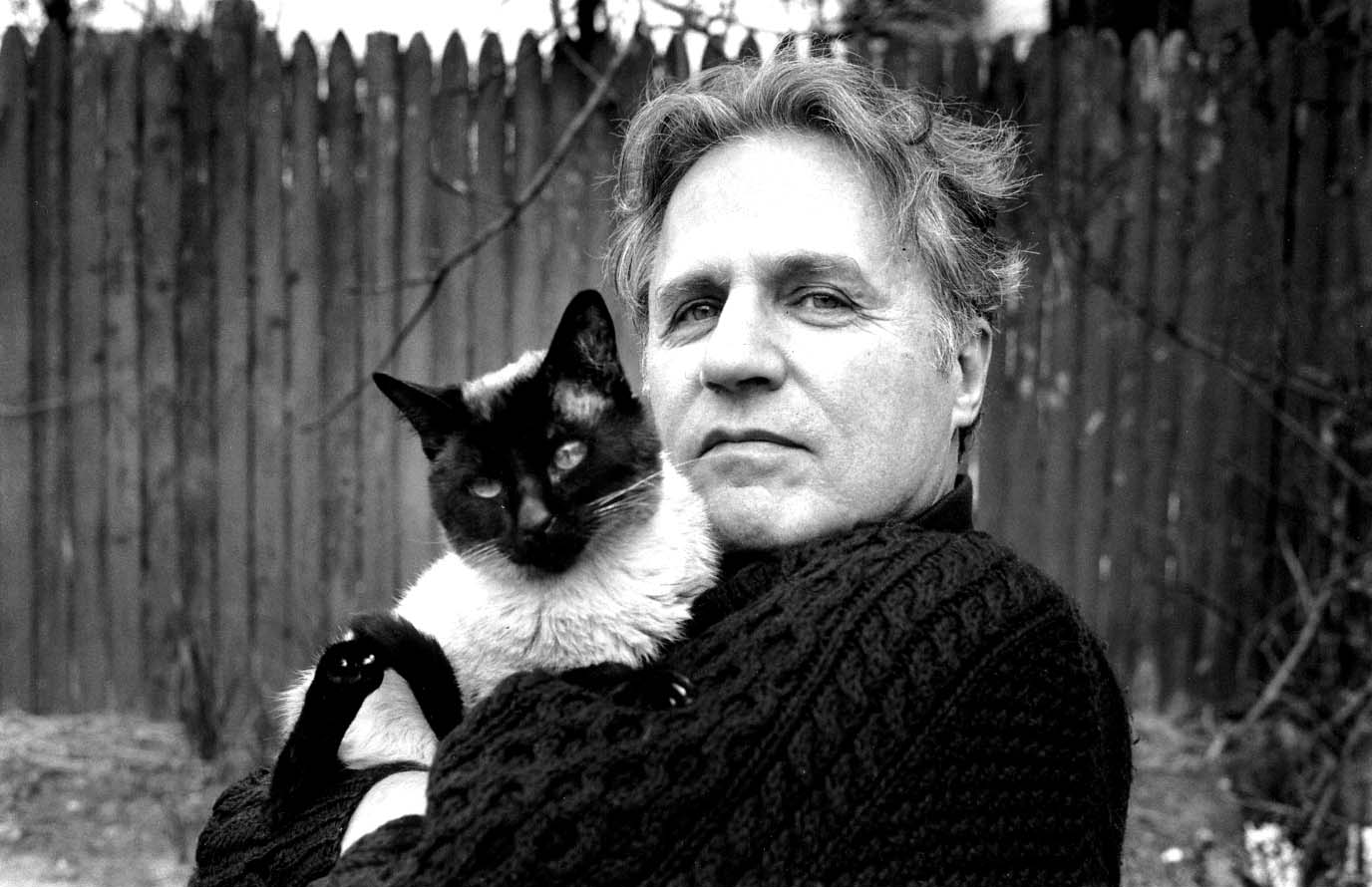
Malanga mit seiner Katze Archie, 2005

1968 zerstritt sich Malanga mit Warhol, mit dem Ende der „Silver Factory“ kam auch das Ende seiner Mitarbeit. Malanga begab sich vor dem Umzug an den Union Square auf eine längere Reise nach Italien, und Warhol war sauer deswegen; überdies wurde im Februar bekannt, dass Malanga in Rom versuchte, von ihm gefälschte „Warhols“ zu verkaufen. Noch Jahre später beklagte sich Warhol in seinem Tagebuch (1. Dezember 1976, 6. Mai 1978 und öfter), dass eine ganze Reihe von gefälschten „Electric Chairs“ und „Flowers“ in amerikanischen und europäischen Galerien kursierte. Malanga distanzierte sich zunehmend von der Warhol'schen Kunstfabrik und konzentrierte sich auf seine eigene künstlerische Arbeit als Fotograf. So entstanden zahlreiche Porträtaufnahmen zumeist aus der Rock-, Literatur- und Undergroundkultur (z. B. Mick Jagger, William S. Burroughs, Patti Smith oder Iggy Pop). In späteren Jahren widmete er sich auch der Aktfotografie.
Malanga lebt und arbeitet heute in New York City.

## Werkauswahl
Gedichte
- Screen Tests: A Diary. Kulchur, New York 1967
- 3 Poems for Benedetta Barzini. Angel Hair Books, New York 1967
- Prelude to International Velvet Debutante. Great Lakes Books, Milwaukee 1967
- Intransit: the Andy Warhol - Gerard Malanga Monster Issue. Toad Press, Eugene, Ore., 1968
- The Last Benedetta Poems. Black Sparrow Press, Los Angeles 1969
- 10 Poems for 10 Poets. Black Sparrow, Los Angeles 1970
  - Selbstportrait eines Dichters. März, Frankfurt/M. 1970
- Chic Death: Reproductions of the Death Painting Series by Andy Warhol. Pym-Randall, Cambridge, Mass., 1971
- Wheels of Light White Light Foundation, Upper Dharmsala (India) 1972
- Licht/Light. Expanded Media Editions, Göttingen 1973. Zweisprachig.
- Rosebud Poems. Penmaen Press 1975.
- Three Diamonds. David R. Godine 1991.
- Mythologies of the Heart. Black Sparrow, Santa Rosa 1996
- No Respect. New & Selected Poems 1964-2000. Blacks Sparrow Press, Santa Rosa, Calif., 2001. ISBN 1-57423-162-6
  - Arkadien-Projektion, unvollendet. 10 Gedichte. AltaQuito, Göttingen 2003. ISBN 3-923588-57-7

Prosa, Fotobücher
- Gerard Malanga: Someone's Life. Morel Books, London 2008. ISBN 978-1-907071-03-4
- Gerard Malanga, Peter Halley: Andy Warhol; Little Electric Chair Paintings. Stellan Holm Gallery, New York 2002. ISBN 0-9711687-0-9.
- Archiving Warhol. An Illustrated History. Creation Books, London 2002, ISBN 1-84068-076-8
- Die letzten Tage des Beats or the beginning of a never ending revolution. Edition Isele, Eggingen 1997, ISBN 3-86142-085-6
- Screen Tests, Portraits, Nudes. 1964-1996. Steidl Verlag, Göttingen 2000, ISBN 3-88243-577-1
- Victor Bockris, Gerard Malanga: Up-Tight. Die Velvet Underground Story. Sonnentanz-Verlag, Augsburg 1991, ISBN 3-926794-11-9

## Filmografie
(Soweit nicht anders angegeben, stammen die Filme von Andy Warhol)
- 1963–1966: Screen Tests
- 1963: Kiss
- 1964: The 13 Most Beautiful Boys
- 1964: Batman Dracula
- 1964: Couch
- 1965: Kitchen
- 1965: Vinyl
- 1965: Harlot
- 1965: Camp
- 1965: Kiss The Boot
- 1965: Hedy
- 1966: Bufferin (Gerard Malanga Reads Poetry)
- 1966: Chelsea Girls
- 1967: ★★★★ (Four Stars)